# Biskupiec (gromada w powiecie biskupieckim)
Biskupiec – dawna gromada, czyli najmniejsza jednostka podziału terytorialnego Polskiej Rzeczypospolitej Ludowej w latach 1954–1972.
Gromady, z gromadzkimi radami narodowymi (GRN) jako organami władzy najniższego stopnia na wsi, funkcjonowały od reformy reorganizującej administrację wiejską przeprowadzonej jesienią 1954 do momentu ich zniesienia z dniem 1 stycznia 1973, tym samym wypierając organizację gminną w latach 1954–1972.
Gromadę Biskupiec z siedzibą GRN w mieście Biskupcu (nie wchodzącym w jej skład) utworzono – jako jedną z 8759 gromad na obszarze Polski – w powiecie reszelskim w woj. olsztyńskim na mocy uchwały nr 25 WRN w Olsztynie z dnia 4 października 1954. W skład jednostki weszły obszary dotychczasowych gromad Pudląg i Zabrodzie ze zniesionej gminy Rzeck, a także miejscowości Adamowo, Januszewo, Lipowo, Łysek, Rozwady i Zameczek oraz obszary gospodarstw rolnych położonych w rejonie rozwidlenia dróg Biskupiec–Mrągowo i Biskupiec–Dźwierzuty z miasta Biskupca, w tymże powiecie. Dla gromady ustalono 9 członków gromadzkiej rady narodowej.
1 stycznia 1959 powiat reszelski przemianowano na powiat biskupiecki.
1 stycznia 1960 do gromady Biskupiec włączono obszar zniesionej gromady Rzeck oraz wsie Parleza Mała i Sadowo ze zniesionej gromady Borki Wielkie w tymże powiecie.
31 grudnia 1961 do gromady Biskupiec włączono obszar zniesionej gromady Bredynki w tymże powiecie.
1 stycznia 1969 z gromady Biskupiec wyłączono część obszaru PGR Kojtryny (1 ha), włączając ją do gromady Ramsowo w powiecie olsztyńskim w tymże województwie
Gromada przetrwała do końca 1972 roku, czyli do kolejnej reformy gminnej. 1 stycznia 1973 w powiecie biskupieckim utworzono gminę Biskupiec (od 1999 gmina Biskupiec znajduje się w powiecie olsztyńskim).